# Taylor Milne
Taylor Milne, född 14 september 1981, är en friidrottare från Kanada. Han deltog vid olympiska sommarspelen 2008 och olympiska sommarspelen 2016.